# 田伟 (外科专家)
田伟（1959年—），男，中国脊柱外科和骨科专家，中国工程院院士，曾任北京积水潭医院党委副书记、院长，脊柱外科主任、教授，国务院特殊津贴专家。他還擁有英、法等國院士頭銜。
2024年3月12日左右，因涉嫌贪腐，被纪委监委部门带走调查。